# Lekkoatletyka na Letnich Igrzyskach Olimpijskich 1984 – chód na 50 km mężczyzn
Chód na 50 kilometrów mężczyzn podczas XXIII Letnich Igrzysk Olimpijskich w Los Angeles rozegrano 11 sierpnia 1984 o 8:00. Meta znajdowała się na stadionie Los Angeles Memorial Coliseum. Zwycięzcą został reprezentant Meksyku Raúl González, który ustanowił rekord olimpijski uzyskując czas 3:47:26.

## Rekordy

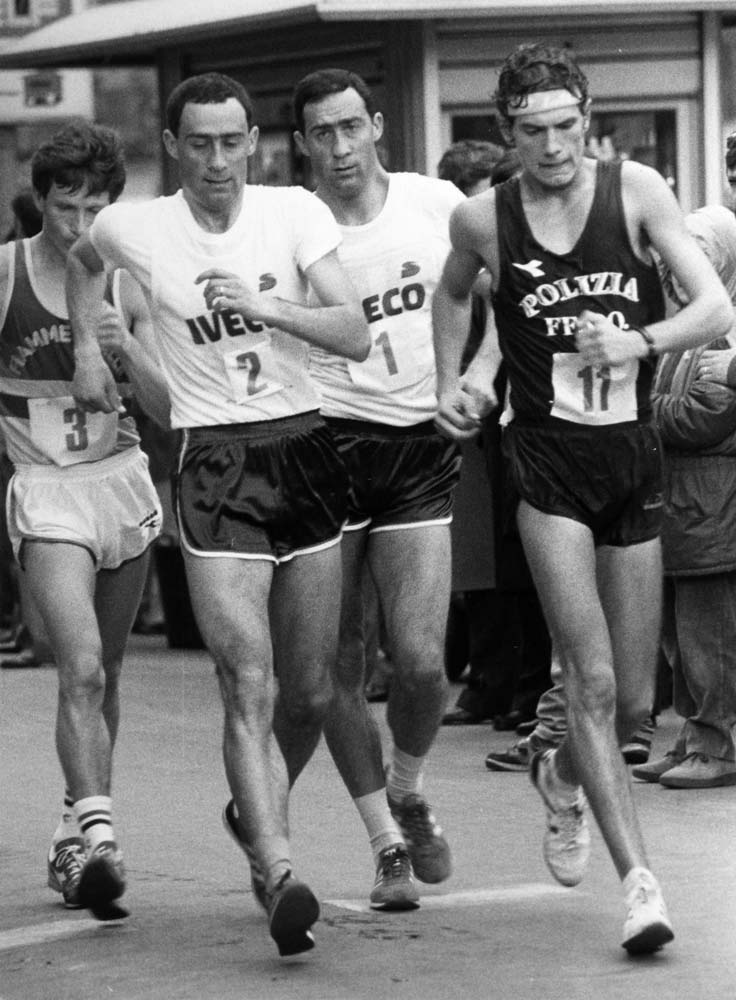
Sandro Bellucci (z numerem 3)

|                   | Zawodnik       | Narodowość | Czas    | Data               | Miejsce |
| ----------------- | -------------- | ---------- | ------- | ------------------ | ------- |
| Rekord świata     | Ronald Weigel  | NRD        | 3:38:31 | 20 lipca 1984(dts) | Berlin  |
| Rekord olimpijski | Hartwig Gauder | NRD        | 3:49:24 | 30 lipca 1980(dts) | Moskwa  |

## Wyniki
| Poz. - pozycja |
| – rekord świata \| – rekord krajowy \| – rekord życiowy \| = – wyrównany rekord życiowy \| · – najlepszy wynik w sezonie \| = – wyrównany najlepszy wynik w sezonie \| – rekord olimpijski |
| Fn – falstart \| DNF – nie ukończył \| DNS – nie wystartował \| DSQ – zdyskwalifikowany |

| Poz. | Zawodnik            | Narodowość        | Rezultat | Uwagi |
| ---- | ------------------- | ----------------- | -------- | ----- |
| 1    | Raúl González       | Meksyk            | 3:47:26  | [ 1 ] |
| 2    | Bo Gustafsson       | Szwecja           | 3:53:19  |       |
| 3    | Sandro Bellucci     | Włochy            | 3:53:45  |       |
| 4    | Reima Salonen       | Finlandia         | 3:58:30  |       |
| 5    | Raffaello Ducceschi | Włochy            | 3:59:26  |       |
| 6    | Carl Schueler       | Stany Zjednoczone | 3:59:46  |       |
| 7    | Jordi Llopart       | Hiszpania         | 4:03:09  |       |
| 8    | José Pinto          | Portugalia        | 4:04:02  |       |
| 9    | Manuel Alcalde      | Hiszpania         | 4:05:47  |       |
| 10   | Ernesto Canto       | Meksyk            | 4:07:59  |       |
| 11   | Michael Harvey      | Australia         | 4:09:18  |       |
| 12   | Dominique Guebey    | Francja           | 4:13:34  |       |
| 13   | Lars Ove Moen       | Norwegia          | 4:15:12  |       |
| 14   | Vince O’Sullivan    | Stany Zjednoczone | 4:22:51  |       |
| 15   | Zhang Fuxin         | Chiny             | 4:23:39  |       |
| 16   | Chris Maddocks      | Wielka Brytania   | 4:26:33  |       |
| 17   | José Víctor Alonzo  | Gwatemala         | 4:36:35  |       |
| –    | Maurizio Damilano   | Włochy            | DNF      |       |
| –    | Marco Evoniuk       | Stany Zjednoczone | DNF      |       |
| –    | Andrew Jachno       | Australia         | DNF      |       |
| –    | Marcel Jobin        | Kanada            | DNF      |       |
| –    | Guillaume Leblanc   | Kanada            | DNF      |       |
| –    | Gérard Lelièvre     | Francja           | DNF      |       |
| –    | Osvaldo Morejón     | Boliwia           | DNF      |       |
| –    | Querubín Moreno     | Kolumbia          | DNF      |       |
| –    | Willi Sawall        | Australia         | DNF      |       |
| –    | Erling Andersen     | Norwegia          | DSQ      |       |
| –    | Martín Bermúdez     | Meksyk            | DSQ      |       |
| –    | François Lapointe   | Kanada            | DSQ      |       |
| –    | Roland Nilsson      | Szwecja           | DSQ      |       |
| –    | Bengt Simonsen      | Szwecja           | DSQ      |       |
| –    | Abdelwahab Ferguène | Algieria          | DNS      |       |
| –    | Benamar Kachkouche  | Algieria          | DNS      |       |
| –    | Josep Marín         | Hiszpania         | DNS      |       |